# 3 X 3
Three Sides Live – EP grupy Genesís, wydany w roku 1982.

## Utwory
Strona A:
1. Paperlate
2. You Might Recall

Strona B:
1. Me And Virgil

## Twórcy
Twórcami albumu są:
- Tony Banks – instrumenty klawiszowe
- Phil Collins – wokal i perkusja
- Mike Rutherford – wszystkie gitary